# Mu’ardis
Mu’ardis (arab. معردس) – miejscowość w Syrii, w muhafazie Hama. W 2004 roku liczyła 6750 mieszkańców.